# Villa l'Aube
La Villa l'Aube a été construite en 1903 par l'architecte, décorateur d'intérieur et ensemblier liégeois Gustave Serrurier-Bovy comme résidence personnelle. Elle est un des fleurons de l'art nouveau à Liège.
En réalisant  cette villa, Gustave Serrurier-Bovy a voulu créer une œuvre totale où l'esthétisme et le confort s'allieraient à la robustesse de la construction. Elle lui a servi de lieu de rencontre pour ses amis souvent issus du milieu artistique mais aussi de réception pour sa clientèle aisée.

## Situation
Cette villa se situe dans un beau quartier arboré et paisible de Cointe sur les hauteurs sud de Liège à deux pas de l'ancien observatoire astronomique, avenue de Cointe no 2.

## Histoire de la rénovation
Gustave Serrurier-Bovy décède en 1910 d'une crise cardiaque, soit seulement 7 ans après la fin de la construction de sa villa. Depuis 1947, quand la villa est vendue par ses descendants, beaucoup de transformations, surtout intérieures, furent entreprises, s'éloignant chaque fois davantage du concept initial d'art total voulu par Serrurier-Bovy.
La restauration de la villa l'Aube par les architectes Laurent Berhaut-Streel et Florence Marchal, a été entreprise par les propriétaires actuels avec les subsides de la Région wallonne. Une campagne de sensibilisation avait été lancée au début des années 2000 afin de garantir la pérennité de cette construction art nouveau. Approuvés en 2006 par la Région wallonne, les travaux de restauration ont débuté en 2007, pour s'achever en 2011. Nous pouvons désormais contempler ce chef-d’œuvre de Gustave Serrurier-Bovy. 
La villa a fait l'objet d'un classement en 2001 et est classée au patrimoine exceptionnel en 2009.

## Description

### La villa
Cette demeure robuste fait penser à un fier manoir anglais.
Comme la Maison Comblen de Paul Comblen ou encore la Maison Counet ou la Maison Lapaille de Victor Rogister, les murs de la Villa l'Aube sont recouverts d'un enduit de couleur blanche. Cette construction compte deux étages dont le dernier est mansardé.
Depuis la rénovation, les lambris de bois qui occultaient la moitié supérieure du bâtiment ont été enlevés. Les façades ont retrouvé leur blancheur initiale. Ce blanc est interrompu à trois niveaux par trois lignes horizontales de briques vernissées d'une couleur bleutée. Sur les pignons, deux autres lignes courbes de ces mêmes briques mais sur champs complètent le dessin.
Les baies sont rectangulaires et peintes en rouge.
La corniche de la même couleur est très proéminente. Elle est complétée par de nombreux denticules. Elle est soutenue par des bois obliques qui, par trois (hors pignon), se fixent à leur modillon.

### La mosaïque
Sur un coin, deux arcades constituées d'un arc en plein cintre, surmontées de ces briques vernissées sur champs, laissent entrevoir une loggia bien orientée.
Sous une de ces arcades, au fronton de la villa, on peut contempler une superbe mosaïque intitulée « L'Aube ».
Cette mosaïque est l’œuvre d'Auguste Donnay, peintre liégeois.
On perçoit un contraste entre la sérénité du personnage et les éléments qui, autour, se déchainent.
On y observe une jeune dame (une allégorie ?) à la chevelure rousse sortant de son sommeil en s'étirant les bras.
La nuit sous la forme d'un ciel étoilé semble faire place au jour naissant et aux reflets du soleil sur une mer agitée. C'est l'aube !

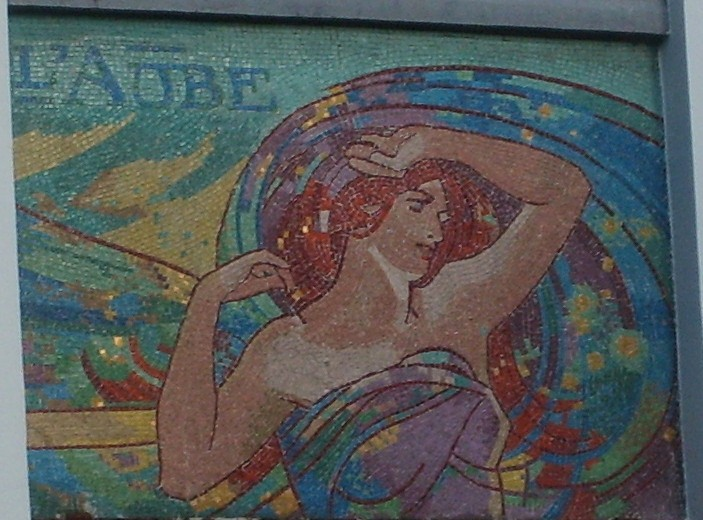
Mosaïque l'Aube d'Auguste Donnay